# Sindora echinocalyx
Sindora echinocalyx är en ärtväxtart som beskrevs av David Prain. Sindora echinocalyx ingår i släktet Sindora och familjen ärtväxter. Inga underarter finns listade i Catalogue of Life.